# La Vallée du jugement
Pour plus de détails, voir Fiche technique et Distribution.
La Vallée du jugement (The Valley of Decision) est un film américain réalisé par Tay Garnett, sorti en 1945.

## Synopsis
Mary Rafferty tombe amoureuse du fils de son employeur, ce qui ne va pas être aisé pour eux.

## Fiche technique
- Titre : La Vallée du jugement
- Titre original : The Valley of Decision
- Réalisation : Tay Garnett
- Scénario : Sonya Levien et John Meehan, d'après le roman de Marcia Davenport
- Production : Edwin H. Knopf
- Société de production : MGM
- Photographie : Joseph Ruttenberg
- Musique : Herbert Stothart
- Décors : Cedric Gibbons et Paul Groesse
- Costumes : Irene
- Montage : Blanche Sewell
- Pays d'origine : États-Unis
- Langue : anglais
- Format : Noir et blanc - Son : Mono (Western Electric Sound System)
- Genre : Drame
- Durée : 119 minutes
- Date de sortie : 3 mai 1945, New York (USA)

## Distribution
- Greer Garson  (V.F : Hélène Tossy) : Mary Rafferty
- Gregory Peck  (V.F : Jean-Henri Chambois) : Paul Scott
- Donald Crisp  (V.F : Jacques Berlioz)  : William Scott
- Lionel Barrymore  (VF : Jean Croué) : Pat Rafferty
- Preston Foster  (VF : Georges Hubert) : Jim Brennan
- Marsha Hunt : Constance Scott
- Gladys Cooper : Clarissa Scott
- Reginald Owen  (V.F : Alfred Argus) : Mac McCready
- Dan Duryea : William Scott Jr.
- Jessica Tandy : Louise Kane
- Barbara Everest : Delia
- Marshall Thompson : Ted Scott
- Geraldine Wall : Kate Shannon
- Evelyn Dockson : Mme Callahan
- John Warburton : Giles, comte de Moulton
- Russell Hicks : M. Laurence Gaylord
- Mary Lord : Julia Gaylord
- Arthur Shields : Callahan
- Dean Stockwell : Paulie Scott
- Mary Currier : Mme Laurence Gaylord
- Lumsden Hare (non crédité) : Dr. McClintock